# Casa Añó
Casa Añó és un edifici als vessants d'un turó davant la vila de Begur (Baix Empordà) des d'on frueix de bones panoràmiques (Begur les Medes, Pals, el Pirineu). L'orientació és contrària a les vistes. Hi ha un extracte de la memòria a la revista "ON". La casa és de projecte del 1976 i execució el 1977. Fa poc el propietari ha canviat l'edifici variant la façana principal, però no la idea de l'arquitecte.
L'edifici, catalogat a l'Inventari del Patrimoni Arquitectònic de Catalunya, és de planta rectangular de planta baixa i una planta, amb accés per la planta superior degut al desnivell del terreny. S'hi accedeix per una passera d'obra que dona a un petit rebedor exterior des d'on es veuen les vistes. Del rebedor es pot accedir, per la dreta, en estar i menjador i cuina (zona dia) en dues plantes. D'ells surt l'escala que comunica verticalment i que s'exterioritza amb un cos massís i més elevat, situat a la dreta de l'entrada, des del rebedor també es pot anar cap a l'esquerra on hi ha una zona de cambres, i que es repeteixen en planta baixa, essent el passadís la part de muntanya, i els serveis es col·loquen al fons. Les façanes estan confeccionades mostrant-nos tota l'estructura de pilars, aprofitant el concepte de caixa i els elements estructurats són les parets de trancament (massissant-se als laterals i obrint-se a les façanes principal i posterior, apareguem l'estructura i les obertures d'entrepilars es tanquen amb vidre). Aquest concepte de caixa permet el que a l'edifici es pugui fer el que es vulgui, a l'interior, sense modificar l'exterior. L'entrada es produeix asimètricament en façana dividint l'edifici en zones de dia i nit. Horitzontalment també es divideix en una part més massissa en planta baixa i altre més lleugera (més vidre i obertures segons estructura). L'estar té també vidre en planta baixa. Les cobertes són planeres i el color és beix, d'edifici.